# Madalena, Duquesa da Helsíngia e Gestrícia
Madalena Teresa Amélia Josefina (Palácio de Drottningholm, 10 de junho de 1982) é a filha mais nova do rei Carlos XVI Gustavo e da rainha Sílvia. Nascida no Palácio de Drottningholm, foi batizada na Igreja do Palácio Real de Estocolmo. Ela tem dois irmãos mais velhos, a princesa Vitória e o príncipe Carlos Filipe e ocupa o 9º lugar na linha de sucessão ao trono sueco. 
É casada desde 2013 com o banqueiro britânico-americano Christopher O'Neill, com quem tem três filhos, a princesa Leonor, o príncipe Nicolau, e a princesa Adriana. A família viveu por vários anos em Miami, Estados Unidos, mas voltou para a Suécia em 2025.

## Família
A princesa Madalena Teresa Amélia Josefina nasceu a 10 de junho de 1982, no Palácio de Drottningholm, localizado na cidade de Estocolmo na Suécia. A princesa é a filha mais nova do rei Carlos XVI Gustavo da Suécia e sua esposa, a rainha consorte Sílvia Sommerlath, que é filha de uma mãe brasileira e um pai alemão. 
Madeleine tem dois irmãos mais velhos, a princesa Vitória, Princesa Herdeira da Suécia e o príncipe Carlos Filipe, Duque da Varmlândia.

## Batizado
Foi batizada na Igreja do Palácio Real de Estocolmo, em 31 de agosto de 1982. Os seus padrinhos foram o príncipe André, Duque da Saxónia, Walther Sommerlath (seu avô materno) e as princesas Benedita da Dinamarca (prima distante) e Cristina da Suécia (tia paterna). 
O seu quarto nome foi escolhido em homenagem a sua antepassada, a princesa Josefina de Leuchtenberg, filha de Eugênio de Beauharnais e rainha consorte de Óscar I da Suécia.

## Educação

### Primeira educação
Em 1985, a princesa ingressou na pré-escolar da Västerled Parish Pre-School de Västerled, até 1989. Logo depois, a princesa Madalena entrou para Smedslättsskolan, em Bromma; e posteriormente, na escola de Carlssons Skola, em Estocolmo. Frequentou o ensino secundário na escola particular de Enskilda Gymnasiet, onde terminou o seu ensino secundário em 2001.

### Ensino superior
Durante o outono de 2001, a princesa viveu na cidade Londres, onde estudou e melhorou o seu inglês. Na primavera de 2002, começou a fazer um curso básico de Direito e estudou por um ECDL. Durante o outono de 2002, Madalena preparou-se para os estudos universitários, aprofundando-se em várias matérias. Em janeiro de 2003, a princesa estudou História da Arte na Universidade de Estocolmo. No outono de 2004, iniciou um curso de etnologia na mesma universidade. Em 23 de janeiro de 2006, graduou-se com Bachelor of Arts em História da Arte, Etnologia e História Moderna. Durante o ano de 2007, estudou psicologia infantil na Universidade de Estocolmo.

### Idiomas
O seu idioma nativo é o sueco, mas ela também fala fluentemente inglês e alemão, bem como francês em nível intermédio.

## Como princesa

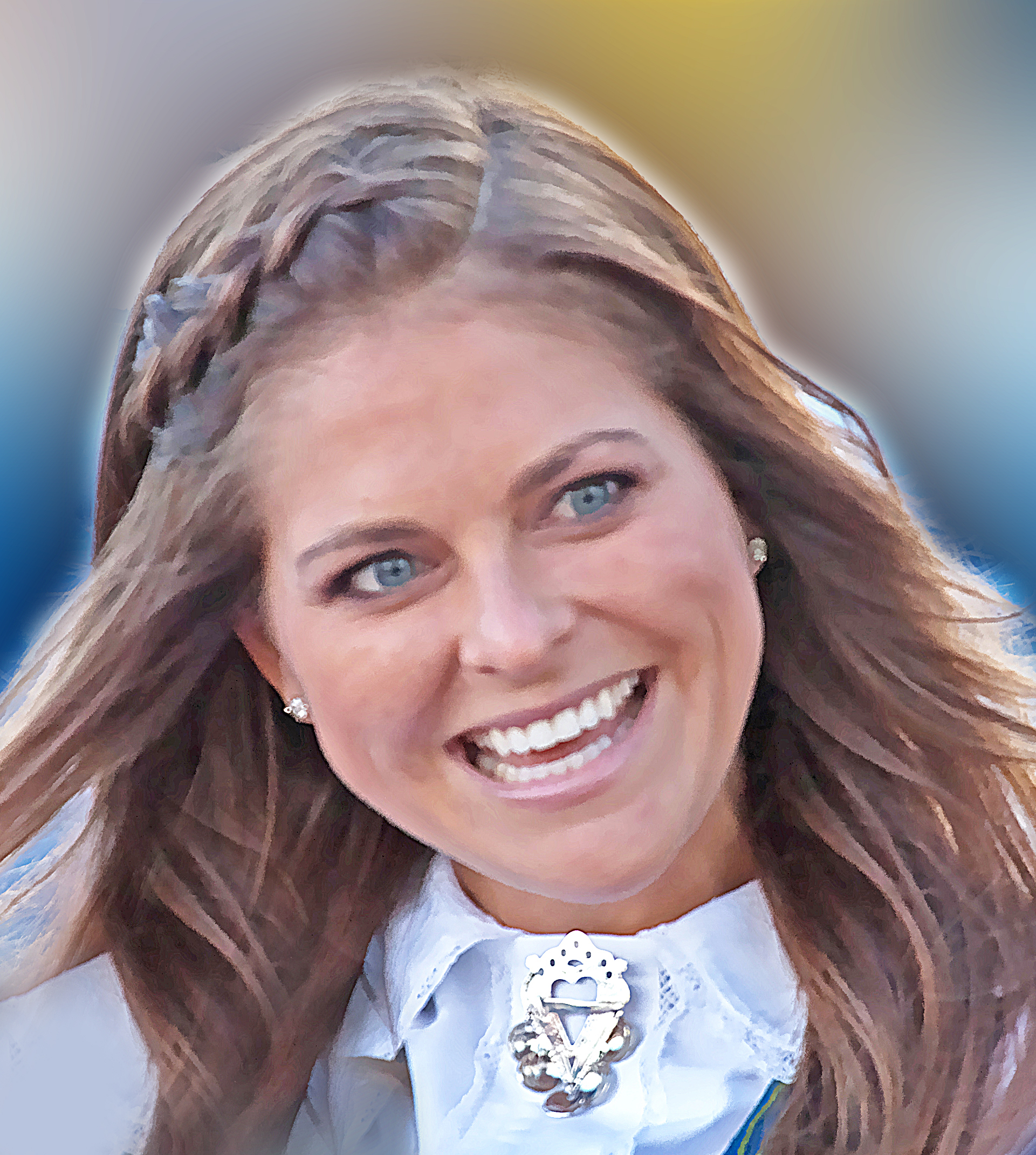
A princesa Madalena no dia Nacional da Suécia.

### Atividades de lazer
A princesa Madalena pratica equitação. Durante muitos anos, possuiu bastantes cavalos próprios (abrigados nas cavalariças reais) e competiu também nos saltos com o nome Anna Svensson. Também aprecia esquiar e mostra-se bastante interessada pelo mundo cultural, particularmente no teatro, dança e arte.
Em 2001, com o reconhecimento formal da sua maioridade, o condado Gävleborg criou uma bolsa de estudos com o seu nome; o território do condado inclui os ducados da princesa: Helsíngia e Gestrícia. A bolsa incentiva e apoia crianças e adolescentes envolvidos em equitação. No mesmo ano, Madalena distribuiu os prémios "Cavaleiro de Pónei com treinador em Gävleborg" e "Cavaleiro Dourado".

### Trabalho de beneficência
A princesa é patrona da organização Min Stora Dag (a equivalente sueca à Make-a-Wish Foundation, mais conhecida como My Big Day, com o nome traduzido para inglês). A princesa está também relacionada com a Europa Nostra, Carl Johan-League e a Royal Motorboat Club. 
Em 2006, ingressou na UNICEF por seis meses, na cidade de Nova Iorque nos Estados Unidos, e trabalhou na divisão de Serviços de Proteção à Criança. 
Ela também trabalhou durante alguns anos na World Childhood Foundation, fundação criada e presidida por sua mãe, a rainha Sílvia da Suécia, na cidade de Nova Iorque, até pouco antes de se casar.  
Em 2019, Madalena lançou o livro infantil "Stella och hemligheten", assinando com o nome de Madeleine Bernadotte.

## Deveres reais como princesa
A princesa assume alguns deveres reais em nome do seu pai (o rei Carlos XVI Gustavo da Suécia) e do povo sueco. Os seus deveres incluem as celebrações do Dia Nacional da Suécia, os aniversários do rei Carlos XVI Gustavo da Suécia e a princesa Vitória, Princesa Herdeira da Suécia, as festividades relacionadas com os Prémio Nobel, jantares e visitas oficiais com outros membros representantes da família real sueca.
Em 05 de junho de 2011, Madalena representou a Suécia na abertura da New Sweden Gallery, no Museu Americano de História Sueca em Filadélfia, que incluiu um mapa animado da colônia da Nova Suécia da autoria de Sean Moir.

### Mudanças na Casa de Bernadotte
No dia 7 de outubro de 2019, o rei Carlos XVI Gustavo da Suécia anunciou oficialmente mudanças na Casa Real de Bernadotte, "para estabelecer quais membros da família real sueca atenderiam compromissos ligados à Chefia de Estado". No comunicado foi anunciado que Madalena passaria a atender uma agenda ligada apenas a organizações e fundações não-governamentais com as quais já estava relacionada e que só atenderia deveres ligados à Chefia de Estado quando o  rei Carlos XVI Gustavo solicitasse. No comunicado também foi anunciado que seus filhos perderiam o tratamento de "Sua Alteza Real", que não atenderiam compromissos oficiais no futuro e que não fariam mais parte da Casa de Bernadotte, apenas da família real sueca. 

## Controvérsias
Desde que se casou em 2013, Madalena vem constantemente sendo criticada pela imprensa por receber um salário alto demais em contrapartida pelos poucos deveres reais oficiais como princesa na Suécia. Algumas críticas também envolvem os seus altos gastos pessoais, como sua viagem de lua-de-mel e as férias nas Maldivas em janeiro de 2016.
Por outro lado, a princesa se queixa da perseguição dos fotógrafos e da imprensa. 

## Relacionamentos

### Jonas Bergström
Em 11 de agosto de 2009, Madeleine anunciou o seu noivado com o advogado sueco Jonas Bergström (nascido em 1979). Os dois mantinham um relacionamento desde 2002, de quase sete anos de duração. 
Madeleine disse em sua entrevista de noivado que eles ficaram noivos durante uma viagem à ilha de Capri na Itália, no início de junho de 2009. Um jantar de noivado aconteceu no dia do anuncio do noivado no Palácio Solliden em Öland. O noivado só poderia ocorrer após Bergström receber a aprovação oficial do Gabinete Sueco Regeringen e isso ter sido comunicado a seu pai, o rei Carlos XVI Gustavo da Suécia.
O casamento estava previsto originalmente para ocorrer no segundo semestre de 2010, mas foi adiado devido a "muitas coisas acontecendo em um período de tempo intenso", principalmente o casamento de sua irmã a princesa Vitória, Princesa Herdeira da Suécia em junho de 2010. A rainha consorte Sílvia da Suécia desmentiu boatos de problemas de relacionamento, no entanto, as notícias da mídia sobre os problemas no relacionamento de Madalena aumentaram.
No dia 24 de abril de 2010, foi anunciado oficialmente que o casamento não seria realizado e o noivado tinha sido rompido. Supostamente, veio a público que Jonas havia traído Madalena.

### Christopher O'Neill
Madalena conheceu o plebeu Christopher O'Neill, vários anos antes, mas ambos tinham outras relações. Eles se encontravam várias vezes em festas e jantares de amigos em comum. Após Madalena mudar-se para a cidade de Nova Iorque nos Estados Unidos, se encontraram novamente quando um amigo os convidou para um feriado prolongado. Depois começaram a manter contato, iniciando uma grande amizade. 
Inicialmente Christopher não sabia que Madalena era uma verdadeira princesa da Suécia, mas não demorou muito para descobrir.
Em 16 de janeiro de 2012, um turista espanhol captou os dois no Beat House, no Central Park (Washington).
Em outubro de 2012, Christopher e Madalena foram moram juntos em um apartamento, e junto com isso começaram a surgir os primeiros boatos de que Madalena estava grávida.

#### Noivado e casamento

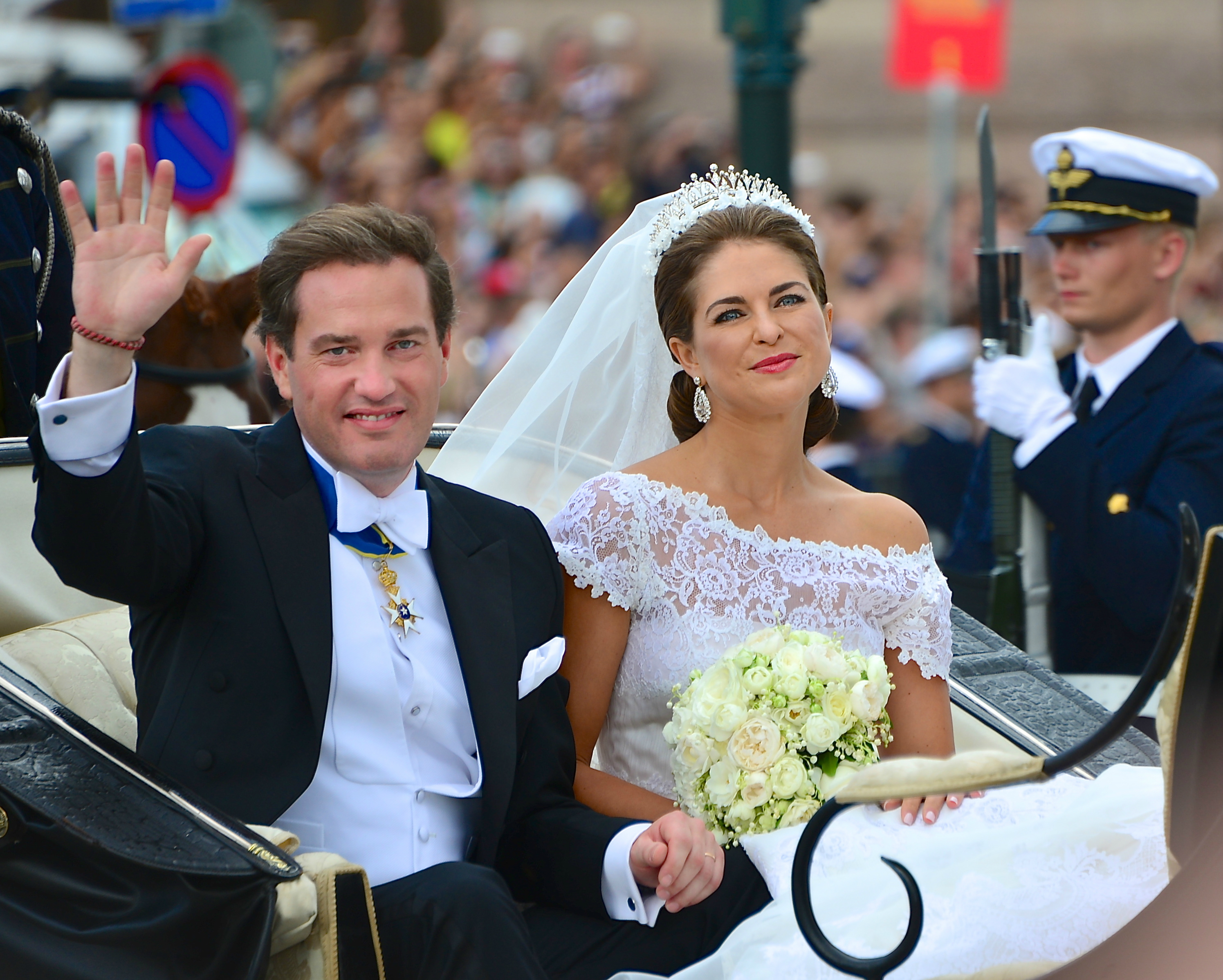
A princesa Madalena no dia do seu casamento com Christopher O'Neill, após a cerimônia de casamento em 2013.

Em outubro de 2012, a princesa anunciou oficialmente o noivado com Christopher O'Neill, que era corretor da bolsa norte-americana.  
O casamento aconteceu no dia 8 de junho de 2013 na Capela do Palácio Real de Estocolmo. Na cerimônia, Madalena usou um vestido de noiva desenhado pelo estilista italiano Valentino Garavani e uma coroa de diamantes pertencente a família real.   
O casal continuou a viver na cidade Nova Iorque mesmo após o casamento, já que Madeleine trabalhava nos escritórios da World Childhood Foundation, fundação criada e presidida por sua mãe, e O'Neill tinha as suas principais atividades ligadas ao mundo das finanças nos Estados Unidos.   
Christopher renunciou um título real, alegando que pretendia continuar se dedicando aos seus negócios e não poderia atender funções oficiais.   

## Maternidade
Em 3 de setembro de 2013, o Palácio Real de Estocolmo anunciou oficialmente que a princesa Madelena estava grávida de seu primeiro filho, uma menina. A criança nasceu nos Estados Unidos em dia 20 de fevereiro de 2014, e chama-se: a princesa Leonor, Duquesa da Gotlândia, e tem dupla-cidadania: a sueca e a estadunidense.
Em dezembro de 2014, o Palácio Real de Estocolmo noticiou oficialmente que Madalena esperava o segundo filho: o príncipe Nicolau, Duque de Angermânia, nasceu em 15 de junho de 2015.
Em 27 de agosto de 2017, o Palácio Real de Estocolmo anunciou que Madalena e o marido esperavam o terceiro filho. A menina, chamada princesa Adriana, Duquesa de Blecíngia, nasceu em 09 março de 2018, no Hospital de Danderyd.

## Trocas de cidades
Em finais de 2014, parte da imprensa europeia começou a divulgar informações de que Madalena e O'Neill estariam interessados em se mudar para a Europa em um "futuro próximo". As notícias foram confirmadas no início de fevereiro de 2015, quando a Casa de Bernadotte teria confirmado que Madalena e sua filha Leonor já estariam registradas como residentes fixas e oficiais da Suécia.
Em maio de 2015, foi confirmado oficialmente pelo porta-voz do Palácio Real de Estocolmo, que a família da princesa Madalena tinha intenções de se mudar para a cidade de Londres na Inglaterra até do último trimestre de 2015, logo após alguns poucos meses do nascimento do segundo bebê da família, que viria a ser o príncipe Nicolau, Duque de Angermânia. No início de 2016, a família de Mase mudou para a cidade de Londres na Inglaterra. Em agosto de 2017, a Madalena e a sua família ainda vivendo permanentemente em Londres, mas passava longos períodos na Suécia, e a foi anunciado oficialmente pelo Palácio Real de Estocolmo, que a princesa Leonore frequentaria a pré-escola particular, localizada em Östermalm na Suécia, com foco em idiomas. A escolha, partiu do casal, que desejava que Leonore se sentisse em casa na Suécia também.
Em 3 de agosto de 2018, após mais de três anos vivendo com a família na cidade de Londres, um comunicado do Palácio Real de Estocolmo confirmou oficialmente que a família de Madalena iria se mudar da capital inglesa para fixar residência na Flórida nos Estados Unidos até o final de 2018 no máximo, não revelaram qual cidade oficialmente a família se mudou, mas se cogitou muito a cidade de West Palm Beach, local onde a mãe de Christopher O'Neill reside; e supostamente o casal escolheu alugar uma residência na cidade.
Em fevereiro de 2020, foi comentado na mídia que a família de Madalena comprou uma nova mansão de dois andares com quinze dormitórios e uma ampla piscina, localizada na área exclusiva de Pinecrest (na cidade de Miami); o valor do imóvel foi avaliado em quase US$ 3 milhões de dólares dos Estados Unidos líquidos.

## Títulos, estilos e honras

### Título
- 10 de junho de 1982 – presente: Sua Alteza Real, a princesa Madalena, duquesa de Helsíngia e Gestrícia

### Honras
- Suécia: Grã-cruz da Ordem do Serafim
- Suécia: Membro da Ordem da Família Real do Rei Carlos XIV Gustavo
- Suécia: Medalha do Jubileu de Rubi do Rei Carlos XIV Gustavo
- Suécia: Medalha Comemorativa do Casamento da Princesa Herdeira
- Suécia: Medalha Comemorativa dos 50 anos do Rei Carlos XIV Gustavo
- Suécia: Medalha Comemorativa dos 70 anos do Rei Carlos XIV Gustavo

- Brasil: Grã-Cruz da Ordem do Rio Branco
- Alemanha: Grã-Cruz da Ordem do Mérito da República Federal da Alemanha
- Jordânia: Dama Grande Cordão da Ordem da Estrela da Jordânia
- Letônia: Grande Oficial da Ordem das Três Estrelas
- Luxemburgo: Dama Grã-Cruz da Ordem de Adolfo de Nassau
- Malásia: Dama Honorária Grande Cordão da Ordem de Lealdade da Coroa da Malásia
- Noruega: Dama Grã-Cruz da Ordem de Santo Olavo
- Roménia: Grã-Cruz da Ordem do Seviço Fiel

### Brasão
| Brasão de Madalena | Monograma real de Madalena |